# АЭС Зион
АЭС Зион (англ. Zion Nuclear Power Station) — закрытая атомная электростанция в центральной части США.
Станция расположена на берегу озера Мичиган в округе Лейк штата Иллинойс, в 60 км на север от Чикаго и в 68 км на юг от Милуоки.
Строительство атомной электростанции Зион завершилось в 1973 году. Основные генерирующие мощности станции должны были обеспечивать многомиллионный Чикаго. На станции были запущены два энергоблока с реакторами PWR. Мощность каждого из них составляла 1040 МВт. Таким образом, общая мощность АЭС Зион составляла 2080 МВт. Работа АЭС Зион официально была остановлена в январе 1998 года, несмотря на действующую лицензию на эксплуатацию до 2013 года.
Ещё в феврале 1997 года реакторы станции были остановлены после появившихся незадолго до этого проблем с топливными сборками на первом реакторе, возникшими из-за ошибок персонала. После этого для контроля за работой персонала на каждый объект станции стали наносить специальные радиочастотные метки или штрихкоды. В результате, при приближении любого сотрудника эта метка сохраняла информацию о времени посещения объекта специалистом и длительности его присутствия для последующей проверки корректности работы персонала.
Основной же причиной остановки стали экономические проблемы. Станции Зион в скором времени понадобилась бы замена парогенераторов, которые не окупились бы до 2013 года — даты окончания эксплуатации АЭС. В сентябре 2010 года были начаты работы по демонтажу конструкции атомной электростанции Зион. Дата окончательного демонтажа станции — 2026 год.

## Инциденты
- 28 февраля 1983 года на второй энергоблок АЭС Зион проник человек без пропуска вместе с сотрудником, имевшим пропуск. В результате руководство станции уволило обоих работников, а также охранника, допустившего это. После инцидента станция была оштрафована Комиссией по контролю за атомной энергетикой США на 10 тысяч долларов.
- В феврале 1997 года операторы непреднамеренно остановили работу первого энергоблока и сразу попытались выйти на мощность, тем самым нарушив установленный регламент. Это стало поводом остановки АЭС Зион.
- 14 февраля 2013 года на уже закрытой АЭС Зион вспыхнул пожар. Утечки радиации не обнаружено[2].

## Информация об энергоблоках
| Энергоблок | Тип реакторов   | Мощность | Мощность | Начало строительства | Физпуск    | Подключение к сети | Ввод в эксплуатацию | Закрытие   |
| Энергоблок | Тип реакторов   | Чистый   | Брутто   | Начало строительства | Физпуск    | Подключение к сети | Ввод в эксплуатацию | Закрытие   |
| ---------- | --------------- | -------- | -------- | -------------------- | ---------- | ------------------ | ------------------- | ---------- |
| Зион-1     | PWR, W (4-loop) | 1040 МВт | 1085 МВт | 01.12.1968           | 19.06.1973 | 28.06.1973         | 31.12.1973          | 13.02.1998 |
| Зион-2     | PWR, W (4-loop) | 1040 МВт | 1085 МВт | 01.12.1968           | 24.12.1973 | 26.12.1973         | 17.09.1974          | 13.02.1998 |